# Archaeogastropoda
Archaeogastropoda (Diotocardia), dwuprzedsionkowe – wyróżniany dawniej rząd ślimaków należący do podgromady przodoskrzelnych. Współcześnie stwierdzono, że jest to takson parafiletyczny i nie jest on uznawany.

## Charakterystyka
Do rzędu zaliczano najprymitywniejsze ślimaki, posiadające dwa podwójnie pierzaste skrzela, z których prawe albo oba mogą ulec redukcji, a nawet zanikowi. Redukcja też może objąć prawy przedsionek serca i prawą nerkę. Zwykle jednak mają serce zaopatrzone w dwa przedsionki. Układ nerwowy nogi jest mniej lub bardziej drabinkowaty, stanowiący jednolite pnie nożne i niemający jeszcze zwojów na swym przebiegu. Muszla ma często dobrze wykształconą warstwę perłową – hypostracum. Przedstawiciele należący do tego rzędu są już znani z dolnego kambru.
Wyróżnia się dwa podrzędy:
- Bellerophontina
- Eudiotocardia.